# Paul Sonkkila
Paul Sonkkila, död i april 2016, var en brittiskfödd skådespelare i Australien.

## Filmografi
- Brännpunkt Djakarta (1982)
- Gallipoli